# Kotłubań
Kotłubań (ros. Котлубань) – osiedle w Rosji, w obwodzie wołgogradzkim, w rejonie gorodiszczeńskim. W 2010 liczyła 2103 mieszkańców.